# Csillag Vera
Csillag Vera (Budapest, 1909. december 5. – Ausztrália, Sydney 1997. április 29.) magyar tervezőgrafikus, könyvművész.

## Élete

### Család
Testvére, Csillag Sándor, a magyarországi antiszemitizmus miatt 1939-ben kivándorolt Ausztráliába.
Apját, Csillag Béni ügyvédet 1944 októberében nyilasok ölték meg.
Édesanyja túlélte a háborút. 1967-ben, az Ausztráliában élő fiához való kivándorlást engedélyező, nehezen megszerzett útlevél birtokában, egy nappal kiutazása előtt, az összecsomagolt poggyászok közt érte a halál.

### Első házasság
1933 májusában kötött házasságot Bálint Györggyel. Bálint György újságíró, kritikus, publicista és műfordító volt, a Pesti Napló munkatársa. Írásai többek között Az Est lapokban, a Nyugatban a Pesti Naplóban, és a Gondolatban jelentek meg. A Daily Express és az amerikai Hearst-lapok tudósítójaként is dolgozott.
Házasságkötésük után, egy-másfél évig Budán, a Keleti Károly utca 35. szám alatt laktak, majd Pesten a Szent István park 5. számú ház kétszobás lakásába költöztek. 1942 áprilisában kémkedés vádjával letartóztatták őket és a budapesti Margit körúti katonai börtönben raboskodtak. Csillag Vera csupán egy napot töltött itt fogolyként, de férjét csak szeptemberben engedték el. Ezt követően csak két hetet tölthettek együtt, mert Bálint Györgyöt behívták munkaszolgálatra. 1943 januárjában halt meg Ukrajnában.

### Második házasság
Második férje a Bálint György baráti köréhez tartozó Káldor György baloldali újságíró, a háború előtt a Pester Lloyd külpolitikai szerkesztője, később a Magyar Rádió külpolitika osztályvezetője volt. A hadifogságból való hazatérése után, 1947-ben házasodtak össze. Káldor György 1950-1955 között egy koncepciós per áldozataként börtönbüntetését (15 év!) töltötte. Szabadulását csak három évvel élte túl. Csillag Vera 1958 legelején másodszor is megözvegyült. Saját gyermeke nem volt; a Káldor-gyerekeket tekintette családjának.

### Harmadik házasság
1967-ben kivándorolt Ausztráliába. Ott testvére várta. Harmadszor is férjhez ment és megözvegyült. 1997-ben Sydneyben hunyt el. Életének utolsó évtizedében többször is hazalátogatott.

## Munkássága
Csillag Vera a gimnázium befejezését követően művészeti iskolában tanult. 1925-től 1929-ig Jaschik Álmos magániskolájában, majd Bortnyik Sándornál képezte magát (1930-31) és grafikus, tipográfus lett.1933-tól készítette első munkáit a könyvművészet terén, illusztrációkat, könyvborítókat a Franklin, a Révai, a Cserépfalvi és a Pantheon Kiadónak. 1937-38 között a Tükör magazin rajzolója volt. 1945 után a Szikra és a Szépművészeti Kiadó munkatársa lett.

### Egyéni kiállításai
- 1968 Állami Gorkij Könyvtár

### Válogatott csoportos kiállítások
- 1930 • Könyv- és Reklámművészek Társasága kiállítás, Iparművészeti Múzeum, Budapest
- 1934 • Györgyi Kálmán-emlékkiállítás, Iparművészeti Múzeum, Budapest
- 1948 • Plakátkiállítás, Nemzeti Szalon, Budapest
- 1961 • IV. Magyar plakátkiállítás, Ernst Múzeum, Budapest
- 1968 • Krúdy-illusztrációk, Petőfi Irodalmi Múzeum, Budapest.

### Díjai
- Budapesti Nemzetközi Építészkongresszus plakátpályázat, I. díj (1930)
- Kaliment plakátpályázat, első díj (1932)
- A szép magyar könyv verseny díja (1954, 1957, 1959, 1960, 1961, 1963)
- Munkácsy Mihály-díj (1959)

## Külső hivatkozások
- Csillag Vera a Kieselbach Galéria honlapján
- Bakos Katalin: Csillag Vera (az artportal.hu-n) Archiválva 2023. október 20-i dátummal a Wayback Machine-ben
- Csillag Vera – Kortárs Magyar Művészeti Lexikon I–III.